# Liccana
Liccana is een geslacht van vlinders van de familie tandvlinders (Notodontidae).

## Soorten
- L. pyraloides Kiriakoff, 1962
- L. substraminea Kiriakoff, 1962
- L. terminicana Kiriakoff, 1962